# Małgorzata Ożgo
Małgorzata Ożgo (ur. 22 czerwca 1969 w Świnoujściu) – polska profesor nauk rolniczych w zakresie zootechniki, nauczyciel akademicki

## Życiorys
W 1994 ukończyła studia zootechniczne w Akademii Rolniczej w Szczecinie, w 1998 obroniła pracę doktorską Wybrane mechanizmy hormonalnej gospodarki wodno-elektrolitowej u krów w okresie okołoporodowym i u cieląt w okresie neonatalnym pod kierunkiem prof. Wiesława Skrzypczaka. W 2000 otrzymała medal Amicus Scientiae et Veritatis przyznany przez Szczecińskie Towarzystwo Naukowe. 
W 2009 habilitowała się na podstawie pracy zatytułowanej  Udział enzymu konwertującego w regulacji czynności nerek noworodków cieląt. W 2024 uzyskała tytuł profesora nauk rolniczych.
Pracuje w Zachodniopomorskim Uniwersytecie Technologicznym w Szczecinie, wypromowała trzech doktorów. W 2012 otrzymała Medal Komisji Edukacji Narodowej.